# Pathosformel
Con il termine Pathosformel (pl. Pathosformeln, in italiano formule patetiche o formule di pathos) coniato da Aby Warburg nei primi anni del '900, si intendono alcune immagini archetipiche che ritornano in contesti differenti attraverso i secoli della storia dell'arte.
```
Le diverse epoche si sovrappongono come sedimenti di differenti fasi geologiche, pronti a far riemergere improvvisamente dal sottosuolo un'immagine assente da tempo.
```

Le Pathosformeln sono fermi-immagine che condensano la creazione originaria (pathos) con la ripetitività del canone a cui fanno involontariamente riferimento (Formeln, ovvero formule). 
Warburg si concentra maggiormente su alcune immagini dinamiche, esempi massimi di Pathosformeln: Orfeo, la centauromachia e soprattutto la Ninfa, ossessione rinascimentale di derivazione classica. Sono immagini la cui forma è inscindibile dal contenuto, che trasportano in eredità fisionomia e contenuto.

## Origine del termine
La "capacità di creare tipi", ossia "forme universalmente valide", portò "l'arte classica" alla definizione di "forme tipiche del carattere e del comportamento degli esseri viventi, in particolare dell'uomo", anche in relazione alle "emozioni attive e passive dell'animo". Tutti gli "stati passionali furono ridotti" a ciò che Aby Warburg indicò con il termine «formule di pathos», "che avrebbero conservato la loro validità per molti secoli" e la cui "naturalezza" derivava dal loro contenere "infinite osservazioni particolari (...) condensate e sublimate in un'esperienza universale".
Negli anni giovanili Warburg si dedicò soprattutto allo studio del Rinascimento fiorentino e al tema della sopravvivenza dell'antico (Nachleben der Antike). Confrontando la scultura antica e i rilievi dei sarcofagi con le opere rinascimentali, lo studioso osservò che le immagini mitologiche non si limitavano all'illustrazione delle "favole antiche", bensì venivano "riattivate dagli artisti del Quattrocento fiorentino, primo fra tutti Donatello, nella carica patetica delle loro forme in movimento, e investite di un nuovo significato". Ne derivò l'elaborazione del concetto di Pathosformel.
Warburg individuò nelle formule patetiche la trasformazione stilistica della figura umana che nella "pittura profana del Quattrocento" acquisiva una mobilità intensificata del corpo e delle vesti ispirata a modelli dell'arte figurativa e della poesia antiche. Lo studioso riscontrava tali caratteristiche "specialmente in Botticelli e in Filippino Lippi, (...) allo stesso modo [nel]la retorica dei muscoli del Pollajuolo". Anche "il mondo favoloso pagano del giovane Dürer (dalla «Morte di Orfeo» alla «Grande Gelosia») deve la potenza drammatica della sua espressione ad analoghe «formule patetiche» sopravviventi, in fondo schiettamente greche, a lui mediate dall'Alta Italia".